# Cyrtophyllicus chlorum
Cyrtophyllicus chlorum är en insektsart som beskrevs av Morgan Hebard 1908. Cyrtophyllicus chlorum ingår i släktet Cyrtophyllicus och familjen vårtbitare. Inga underarter finns listade i Catalogue of Life.